# José Joaquín Pérez (poeta)
José Joaquín Pérez Matos (Santo Domingo, 27 de abril de 1845 - íd., 6 de abril de 1900) fue poeta, periodista, abogado y político, uno de los primeros y de los principales cultivadores del indigenismo en Hispanoamérica y uno de los máximos representantes del romanticismo dominicano.   
Estudió en el Seminario de Santo Domingo con la dirección del presbítero Fernando Arturo de Meriño. A los dieciséis años dio a conocer un soneto de carácter político en el que rechazaba la anexión de la República Dominicana por parte de España. 
Debido a su oposición al Gobierno de los Seis Años de Buenaventura Báez, José Joaquín Pérez vivió exiliado en Puerto Rico desde 1868 hasta 1874. A su retorno, ocupó importantes cargos públicos y políticos. Fue oficial mayor del Ministerio de lo Interior, Ministro de Relaciones Exteriores, diputado del Soberano Congreso Nacional, miembro de la Asamblea Constituyente, ministro de Justicia, Fomento e Instrucción Pública y magistrado de la Suprema Corte de Justicia. 
Colaboró con El Nacional (órgano de la sociedad La República), El hogar, La Revista Ilustrada, Letras y Ciencias y Lunes del Listín. Dirigió los periódicos La Gaceta Oficial, el Eco de la Opinión y El Porvenir. Presidió los primeros exámenes que se realizaron en la Escuela Normal de Santo Domingo para poner a prueba el sistema educacional de Eugenio María de Hostos y presidió la investidura de los primeros normalistas del país. 
En 1877 publicó su obra Fantasías indígenas (Imprenta Garcia Hermanos, Santo Domingo), con la que inició a partir de la asunción de los mitos taínos, comenzó a pensar la historia insular. Se le consideró «el cantor de la raza indígena». Está considerado, junto a Manuel de Jesús Galván y su novela Enriquillo como uno de los grandes autores indigenista de América Latina.
- Datos: Q5940796